# Empusa romboidae
Empusa romboidae es una especie de mantis de la familia Empusidae.

## Distribución geográfica
Se encuentra en Asia.

## Subespecies
- Empusa romboidae nana
- Empusa romboidae romboidae